# 몬 모스마
몬 모스마 (Mon Mothma)는 스타워즈 에피소드6 - 제다이의 귀환에서 등장하는 반란군 연합의 지도자이다.

## 상세
엔도 전투가 시작되기 전 두 번째 데스스타를 파괴하기 위한 작전회의에서 등장한다.

## 레전드 세계관
1995년 게임 스타워즈: 다크 포스 (Star Wars: Dark Forces)에서 첫 번째 데스 스타의 설계도 대한 설명을 카일 카탄에게 한다.